# Mike Liddell & gli Atomi
Mike Liddell & Gli Atomi furono un gruppo di Beat italiano che vedeva alla voce il cantante anglo/indiano Mike Liddell giunto in Italia sull'onda della Brit-It invasion.

## Storia di Mike Liddell & gli Atomi

### origini e formazione
Mike Liddell era un cantante e batterista inglese nato in India a Cawnpore e tornato con la famiglia in patria in adolescenza. Qui aveva suonato con alcuni gruppi di musica beat, per poi trasferirsi in Italia sulla scia della Brit-It invasion, rivolgendosi alla RCA italiana, per firmare nel 1965 con la sottoetichetta Arc. Fu in questo periodo che Liddell conobbe la band di beat romano Lecher, formati da Lello Catricalà e Sergio Furia alle chitarre, Mario Venturini al basso e Franco Di Stefano alla batteria. Fu poi la casa discografica, nella figura del produttore Carlo Rossi, che consigliò alla band il nuovo nome di Mike Liddell & gli Atomi.

### 1966:La Tua ImmagineeCorri
Nel 1966 la Arc inserì  le loro cover Bye Bye Johnny da Chuck Berry e You Really Got Me da The Kinks, nella compilazione Una Serata Al Piper, iniziando così anche a suonare dal vivo con concerti al Piper Club, al Titan ed al Wun-Wun. Vengono poi ospitati al programma televisivo Studio Uno 66 dove eseguirono Bye Bye Johnny.
Nello stesso anno pubblicarono poi il loro primo 7", intitolato La tua immagine (Arc, 1966). Il brano omonimo era la versione italiana di The Sound of Silence di Simon & Garfunkel, mentre il lato B conteneva Nelle mani tue, cover italiana di We Can Work It Out dei Beatles. Le traduzioni furono affidate allo stesso Carlo Rossi, che già collaborava come paroliere con Edoardo Vianello e Rita Pavone. Il brano omonimo in seguito inserito nelle compilazioni Disco Refrain N. 21 (RCA Italiana,1966) e Disco Refrain N. 25 (RCA Italiana,1966). Il singolo arrivò al 14º posto della hit parade italiana, dove rimase per due settimane.
Il loro secondo 7" fu poi Corri / La mia Inghilterra, che vedeva nel lato A il brano originale per loro appositamente scritto dagli autori Carlo Pes, Jimmy Fontana e Gianni Boncompagni con testo di Mogol. La presentazione ufficiale del pezzo fu al Festival delle rose 1966, dove il brano fu cantato prima da Mike Liddell, poi dallo stesso Jimmy Fontana.

### 1967:Dammi una mano / Lavoro per difendere
Nel 1966 il produttore Vincenzo Micocci, dopo aver lavorato per la A&R della RCA Italiana, creò una propria etichetta discografica indipendente chiamata Parade, portando con sé anche Mike Liddell & gli Atomi, che nel 1967 produssero il loro Dammi una mano / Lavoro per difendere.
Gli anni del beat volgevano ormai al termine, e dopo questo terzo 7" la band si sciolse.

### Gli Atomi dopo gli Atomi
Nel 1968 Mike Liddell pubblicò un nuovo singolo dai toni "psichedelici ed apocalittici" come solista intitolato La fine del mondo / Buon compleanno (Parade), mentre Franco Di Stefano entrò prima nei Cyan Three di Patty Pravo per poi trascorrere gli anni '70 collaborando come musicista con autori come Antonello Venditti, Lucas Sideras, Stefano Palladini, Paolo Casa, Francesco De Gregori, Ermanno De Biagi, Massimo Bubola, Alberto Cheli e Lucio Dalla.
I brani di Mike Liddell & gli Atomi rimasero però dei classici del beat italiano, e vennero inseriti in moltissime compilazioni: Nel 1970 la RCA li inserì in Canzoni di oggi successi di sempre, ma soprattutto nel periodo del revival garage rock e beat degli anni '90 con Il Beat 1 (Armando Curcio Editore, 1990) curata da Paolo Prato, Quei Favolosi Anni '60 ● 1967 - 2 (Fabbri Editori, 1993) e Quei Favolosi Anni '60 ● 1966 - 9 (Fabbri Editori, 1993) curate da Red Ronnie, Gli Anni Di Bandiera Gialla, (RCA, 1994) curata da Renato Coppola ed Italian Beatles (DeAgostini, 2003) curata da Mario Giugni.

## Discografia

### Singoli ed EP
- 1966 - La tua immagine/Nelle mani tue (Arc, AN 4077)
- 1966 - Corri/La mia Inghilterra (Arc, AN 4098)
- 1967 - Dammi una mano/Lavoro per difendere (Parade, PRC 5037)

### Split
- 1966 - Cammina cammina/La tua immagine - condiviso con Jimmy Fontana
- 1967 - La tua immagine - condiviso con Donatella Moretti
- 2004 - 4 per 4 - condiviso con The Motowns, The Primitives e The Rokes (RCA Italiana,	82876614642)

### Compilazioni
- 1966 - Disco Refrain N. 21 - con il brano "La tua immagine"
- 1966 - Disco Refrain N. 25 - con il brano "La tua immagine"
- 1966 - Una Serata Al Piper - con i brani "Bye Bye Johnny" e "You Really Got Me"
- 1967 - Promozionale editoriale n. 5 - con il brano "Dammi una mano"
- 1970 - Canzoni di oggi. Successi di sempre - con il brano "La tua immagine"
- 1988 - Erano gli anni di Bandiera Gialla - con il brano "La tua immagin"e
- 1990 - Il Beat 1 - con il brano "La tua immagine"
- 1993 - Quei Favolosi Anni '60 ● 1966 - 9 - con il brano "Nelle mani tue"
- 1993 - Quei Favolosi Anni '60 ● 1967 - 2 - con il brano "La tua immagine"
- 1996 - Un mondo in Beat - con il brano "La tua immagine"
- 2001 - Arc Collection (Tutti I Successi Originali) - con i brani "Corri" e "La tua immagine"
- 2003 - Italian Beatles - con i brani "Nelle mani tue"